# Évaillé
Évaillé är en kommun i departementet Sarthe i regionen Pays de la Loire i nordvästra Frankrike. Kommunen ligger i kantonen Saint-Calais som tillhör arrondissementet Mamers. År 2018 hade Évaillé 354 invånare.

## Befolkningsutveckling
Antalet invånare i kommunen Évaillé
| Referens: INSEE |